# Bergtjärnen (Ilsbo socken, Hälsingland)
Bergtjärnen är en sjö i Nordanstigs kommun i Hälsingland och ingår i Harmångersån-Delångersåns kustområde.